# Jochen Pollex
Joachim „Jochen“ Pollex (* 6. Juni 1947 in Wismar) ist ein ehemaliger deutscher Basketballspieler. Er war viermal deutscher Basketballmeister und dreimal DBB-Pokalsieger.

## Karriere
Als 1966 die Basketball-Bundesliga (BBL) in ihre erste Saison ging, war Hagen mit zwei Vereinen vertreten. Jochen Pollex hatte sich mit dem TSV Hagen 1860 als Zweiter der Oberliga West qualifiziert. Doch schon nach einer Saison stiegen die 1860er ab und Pollex wechselte zum Lokalrivalen SSV Hagen. Nach zwei Jahren wechselte er zusammen mit dem Center Norbert Thimm von Hagen nach Leverkusen. TuS 04 Leverkusen hatte in der Vorsaison als Aufsteiger den zweiten Rang in der Nordgruppe der Basketball-Bundesliga belegt. Mit Pollex und Thimm gelang den Leverkusenern in ihrer zweiten Bundesligasaison, mit Head Coach Günter Hagedorn das Double aus Meisterschaft und Pokal, wobei Pollex zusammen mit Dieter Kuprella den Spielaufbau übernahm. 1970/1971 verteidigte Leverkusen das Double erfolgreich und 1971/1972 gelang der dritte Meisterschaftserfolg in Folge. Nach 72 Bundesliga-Einsätzen für Leverkusen (13,1 Punkte/Spiel) wechselte Jochen Pollex zusammen mit seinem Bruder Günter zurück zum SSV Hagen. In der Saison 1972/1973 führten die Hagener zwar nach der Hauptrunde die Tabelle der Nordgruppe an, schieden aber aufgrund des Punkteverhältnisses in der Endrunde aus. Ein Jahr später führten die Westfalen erneut die Nordgruppe an. Im Halbfinale unterlagen sie beim MTV Gießen mit 14 Punkten, entschieden aber das Rückspiel mit 15 Punkten für sich. Im Finale siegten die Hagener in beiden Partien gegen den USC Heidelberg und holten den einzigen Meistertitel in ihrer Vereinsgeschichte. 1974/1975 schieden die Hagener zwar in der Endrunde frühzeitig aus, gewannen aber gegen Heidelberg das Pokalfinale. Nach dem Ende seiner Bundesligakarriere war Jochen Pollex Trainer bei BG Hagen, wo er in der Saison 1976/1977 den Abstieg aus der 2. Bundesliga dadurch vermied, dass er sich selber als Flügelspieler reaktivierte.
Im Oktober 1968 wurde der ehemalige Jugend- und damals aktuelle B-Nationalspieler des SSV Hagen vom Bundestrainerrat des Deutschen Basketball Bundes (DBB), unter Vorsitz des damaligen Vize-Präsidenten des DBB Anton Kartak, in der Funktion des DBB-Sportwartes, für den fünfzigköpfigen Olympiakader für das Basketballturnier der Olympischen Sommerspiele 1972 in München, in der „Kartak-Liste“ nominiert. Der Olympiakader war zusammengestellt worden, um frühzeitig mit der konzentrierten Trainingsvorbereitung auf das Basketballturnier der Olympischen Sommerspiele 1972 in München sowie zwei FIBA Europameisterschafts-Wettbewerbe in den Jahren 1969 und 1971 zu beginnen.
Für das Qualifikationsturnier zur FIBA Europameisterschaft 1969 in Thessaloniki (Griechenland) wurde Pollex dann vom damaligen Bundestrainer Miloslav Kříž in den Kader der A-Nationalmannschaft berufen. In Thessaloniki konnte sich die deutsche Nationalmannschaft nicht für die Endrunde der Europameisterschaft 1969 in Genua (Italien) qualifizieren. Zwei Jahre später war die Mannschaft der Bundesrepublik Deutschland als Ausrichter der FIBA Europameisterschaft 1971 in Essen und Böblingen auch in der Endrunde spielberechtigt und belegte den neunten Rang. Pollex gehörte während dieses FIBA-Turniers, als Stammspieler, nominiert vom Bundestrainer Theodor Schober, erneut zum Nationalmannschaftskader. Im Jahr 1972 fanden die Olympischen Sommerspiele in München statt. Als Ausrichter des olympischen Basketballturniers brauchte die DBB-Nationalmannschaft keine Qualifikation zu spielen. Im Kader der Nationalmannschaft der Olympischen Sommerspiele 1972 standen mit Dieter Kuprella und Jochen Pollex als Backcourtspieler und den beiden Centern Dietrich Keller und Norbert Thimm vier Spieler vom amtierenden deutschen Basketballmeister 1972, dem TuS 04 Leverkusen (Die vier Kameraden des Olympiateams waren zusammen mit dem „TuS 04-Urgestein“ Largo Wandel und Wolfgang Schmidt im Herbst 1968 im vorläufigen Olympiakader nominiert worden.). Die DBB-Nationalmannschaft belegte in München den zwölften Rang. Pollex, damals 25 Jahre alt, konnte acht von neun Spielen des Olympischen Basketballturniers spielen und erzielte insgesamt 54 Punkte, bei 16 gegen ihn gepfiffenen Fouls. Jochen Pollex nahm im Zeitraum 1969 bis 1972 als einer von sieben DBB-Teilnehmern an den XX. Olympischen Sommerspielen 1972 an allen drei internationalen Turnieren teil.
Er blieb auch nach den Olympischen Sommerspielen weiter Stammspieler der A-Nationalmannschaft und spielte in den Jahren 1973 und 1975 mit der DBB-Nationalmannschaft jeweils um die Qualifikation zur FIBA Europameisterschaft. 1975 machte er sein letztes von 136 A-Länderspielen für den DBB.
Auch Jochens Pollex jüngerer Bruder Günter war deutscher Nationalspieler des DBB und 1974 am Gewinn des Meistertitels mit dem SSV Hagen beteiligt.